# Ptačí kolonie

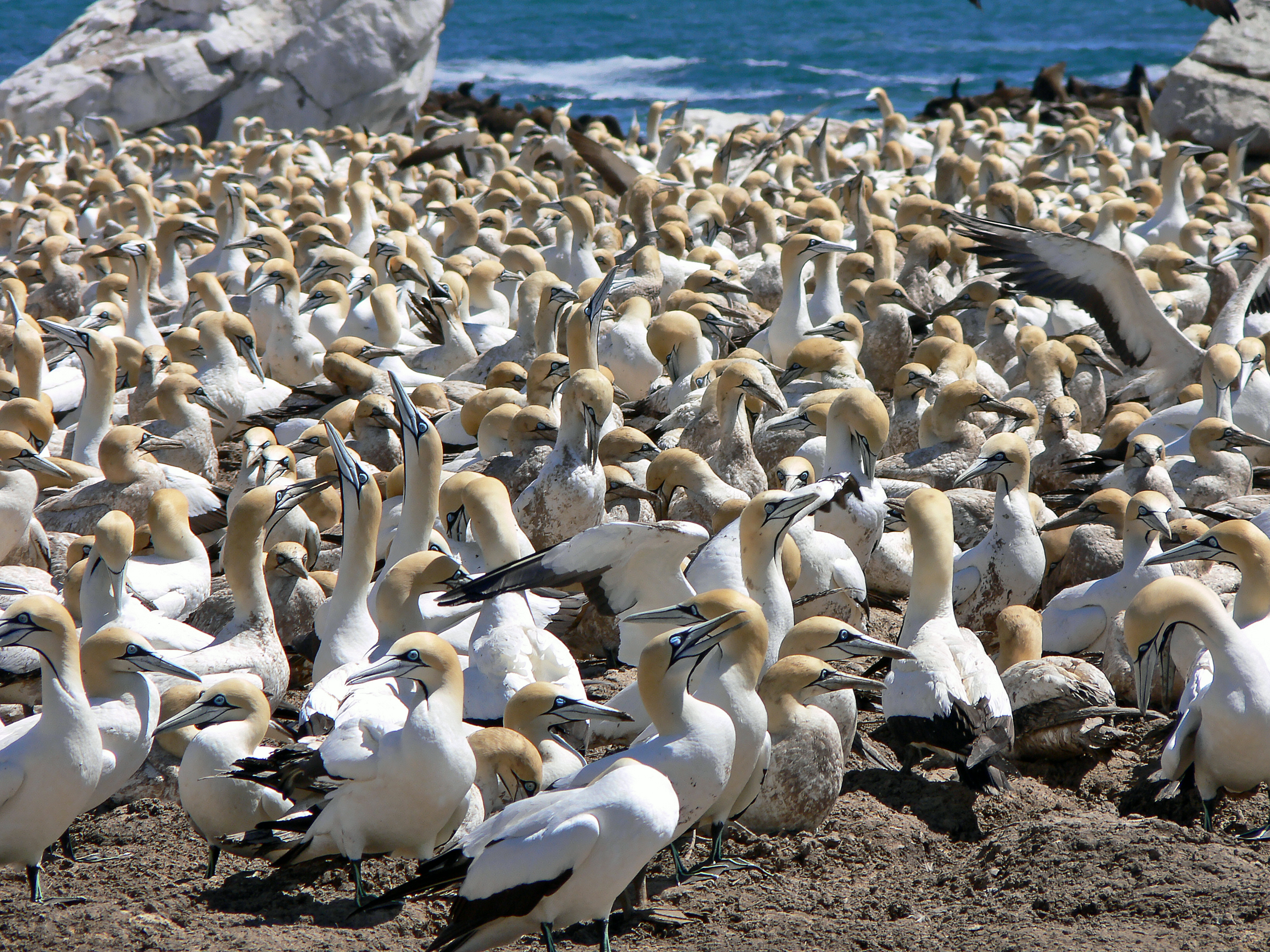
Kolonie terejů jihoafrických (Západní Kapsko, Jihoafrická republika)

Ptačí kolonie je skupina ptáků téhož nebo různých druhů, kteří hřadují nebo hnízdí na stejné lokalitě. Koloniálně hnízdní kolem 13 % ptačích druhů; často se jedná o mořské (trubkonosí, alky aj.) a vodní ptáky (např. volavky), vzácněji i dravce, pěvce (mj. snovači, vlaštovky) a další. Koloniální hnízdění se u ptáků má šanci vyvinout v momentě, kdy výhody hnízdění v koloniích převýší nevýhody solitérního hnízdění. K nejvýznamnějším výhodám koloniálního hnízdění patří lepší obranyschopnost vůči predátorům a snadné sdílení informací o potravě. Větší kolonie nicméně mohou paradoxně predátory přitahovat, takže kolonialita je vždy kontextově podmíněna místními environmentálními podmínkami. Jsou známy případy druhů, které v minulosti hnízdily koloniálně, avšak časem se přetransformovaly zpět na solitérní hnízdiče. Nevýhodou hnízdění v koloniích je hlavně snazší šíření parazitů a nemocí.
Velikost kolonií, jejich umístění i podoba se může razantně lišit. Zatímco snovači si staví velká agregační hnízda na stromech, buřňáci si hrabou nory v zemi a někteří tučňáci si nestaví hnízdo vůbec. Kolonie mohou zahrnovat pouze několik hnízdních párů, avšak největší ptačí kolonie mívají stovky tisíc hnízd. Extrémním případem byl holub stěhovavý, jehož největší kolonie dosahovala přes 100 milionů jedinců. Početné kolonie mořských ptáků bývají důležitým zdrojem živin v podobě ptačího trusu, který významně přispívá k navyšování místní biodiverzity. Lidé v minulosti hojně využívali ptačí kolonie pro snadný lov ptáků na maso a olej, sběr vajec i těžbu guána.

## Základní charakteristiky

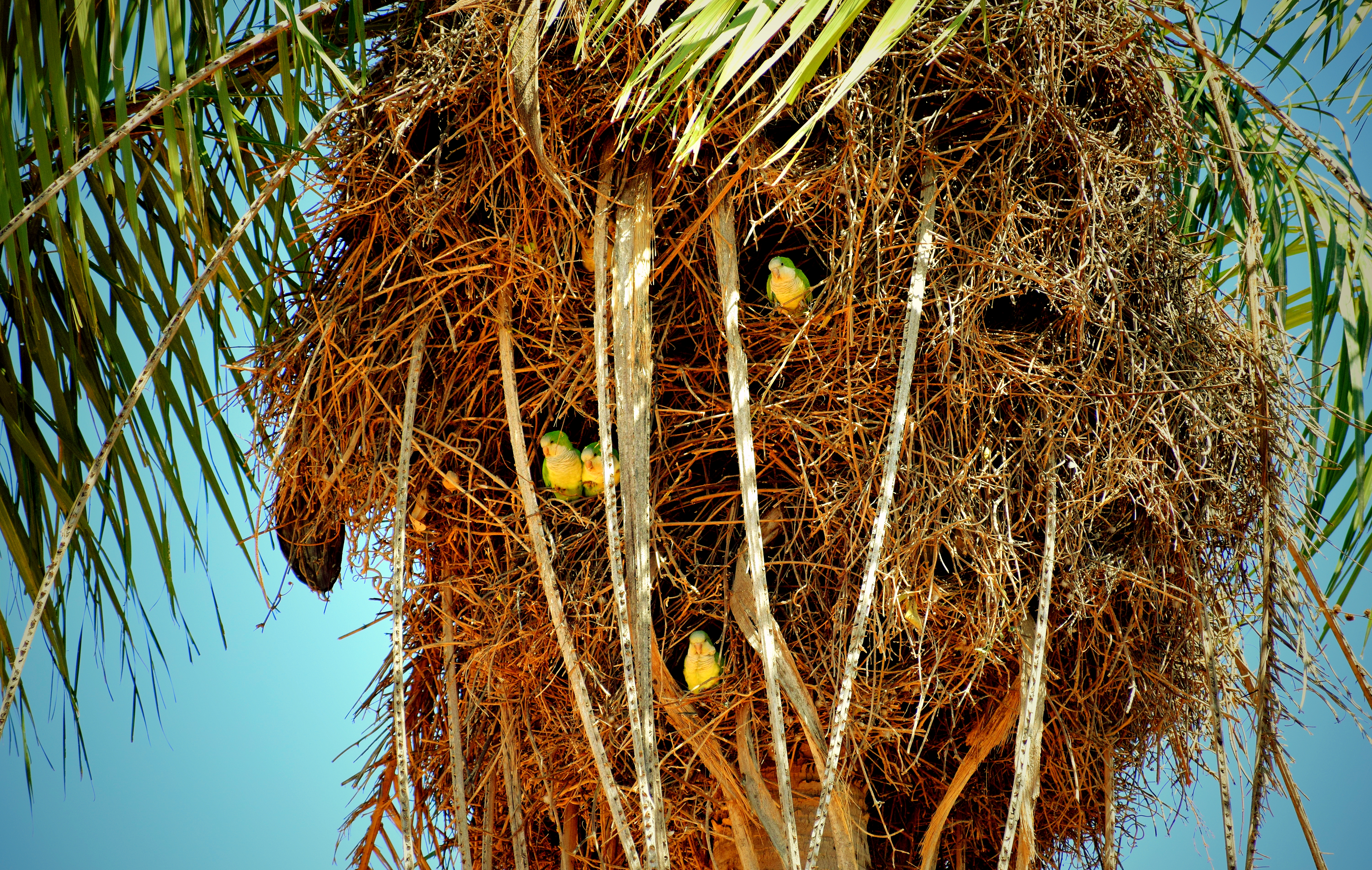
Kolonie papouška mnišího

Odhaduje se, že kolem 13 % ptačích druhů hnízdí v koloniích. Koloniální hnízdění je rozšířeno napříč různými ptačími řády, i když u některých skupin bývá častější než u jiných. Koloniální hnízdění je široce rozšířené u mořských ptáků, kteří až v 95 % případů hnízdí v koloniích; za všechny lze jmenovat albatrosy, buřňáky, tereje, kormorány, alky, racky nebo tučňáky. Naopak pouze kolem 16 % pěvců hnízdí koloniálně; patří k nim např. někteří vlaštovkovití nebo snovačovití. Z vodních ptáků hnízdí koloniálně mj. rybáci, volavky nebo ibisové. Z papoušků utváří kolonie např. papoušek mniší.
Koloniální hnízdění je spojováno s několika ekologickými rysy ptáků, kterými jsou vázanost na vodní prostředí, absence krmných teritorií (ptáci nezabírají a aktivně nebrání své krmné oblasti) a vystavení hnízd predátorům (hnízda koloniálních ptáků bývají vysoce náchylná predaci). V prostředí kolonií bývá pro inkubující ptáky velmi důležité, aby dokázali rozpoznat svá vejce. Experimenty bylo ukázáno, že alkouni úzkozobí dovedou rozpoznat svá vejce od vejce souseda pomocí jejich odstínu a vzorku flíčků. Kolonie řady mořských ptáků mívají důležitou ekologickou funkci. U těchto kolonií totiž dochází k hromadění ptačího trusu, který je během dešťů vyplaven do okolních moří, kde výrazně přispívá k růstu místních mořských řas a chaluh, což vede k větší druhové diverzitě v okolí.

### Diverzita kolonií

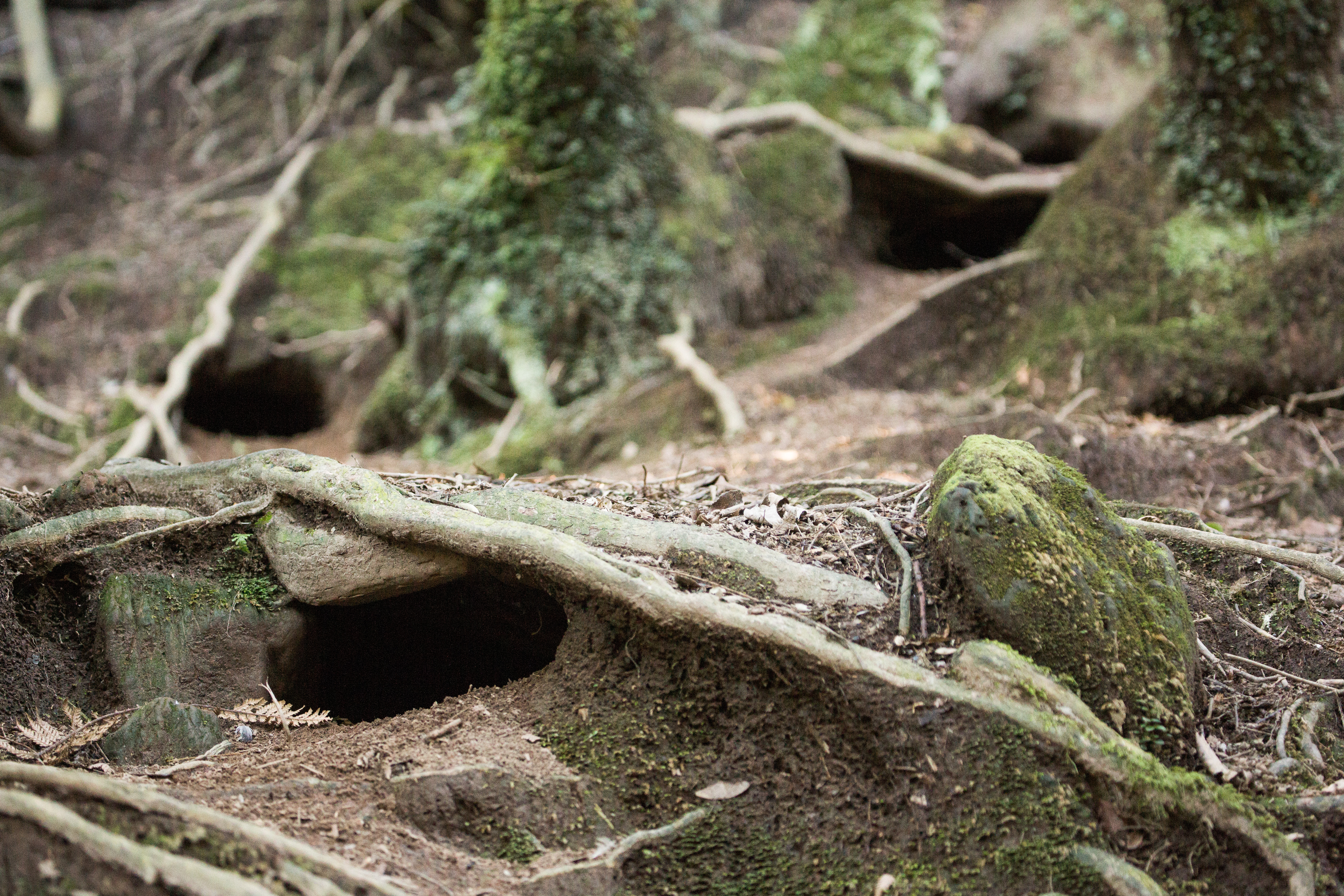
Hnízdní nory v kolonii buřňáků novozélandských

Ptačí kolonie mohou mít mnoho podob. Řada druhů včetně velké části buřňáků hnízdí v norách, které si vyhrabávají mj. v lese. Albatrosi hnízdí v koloniích na povrchu, často na malých hromádkách půdy. Snovač pospolitý zase vytváří masivní, multigenerační megahnízda, které si sám staví v korunách stromů. Tyto hnízdní agregace mohou zahrnovat i stovky individuálních hnízdních komůrek. Výhodná jsou hlavně hnízda ve střední části kolonie, kde dochází k nejlepší regulaci teploty (teplo v zimě, chladno v parných létech). Podobně i papoušek mniší staví v korunách stromů masivní hnízdní agregace, které mohou zahrnovat i přes 200 hnízd. Razantně se liší i délka životnosti kolonie. Např. snovačí kolonie mohou přetrvat i více než 100 let, břehule říční si preferuje každý rok vyhloubit nové nory, aby se vyhnula parazitům (k vyhloubení nových nor nicméně dochází na téže lokaci).
Velikost kolonie se může pohybovat od několika hnízdních párů po miliony. K největším koloniím patří kolonie tučňáka kroužkového v Antarktidě, kde každoročně hnízdí kolem 750 000 párů. Velikost kolonie přitom nemusí být nijak ohromná, aby dokázala pojmout obrovské množství ptáků. Např. ostrov Brass Rock v jihovýchodním Skotsku má pouze 3 hektary, avšak hostí největší kolonii terejů bílých na světě s odhadovaným počtem 75 000 hnízdních párů. Novozélandské Ostrovy chudých rytířů mají souhrnnou plochu kolem 250 ha, přesto jsou domovem cca 2,5 milionu buřňáků šedohřbetých. Největší papouščí kolonie tvoří papoušek patagonský, který na pobřeží východní Argentiny utváří kolonii o velikosti cca 38 000 hnízd. Zcela extrémním případem velikosti kolonie bývaly kolonie holuba stěhovavého, který hnízdil v obrovských superkoloniích; ta největší byla odhadnuta na 2200 km² a 136 milionů jedinců.

## Evoluce

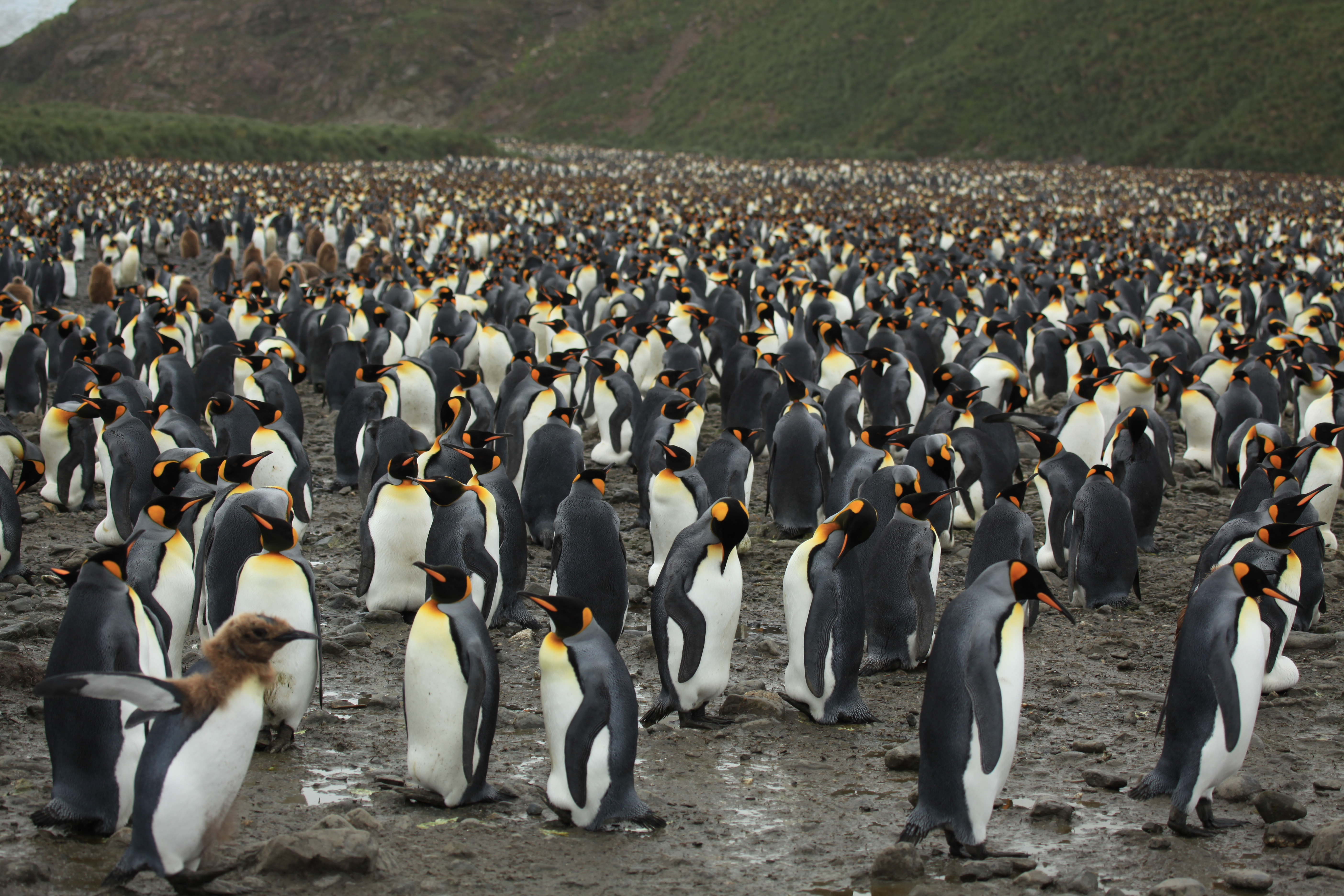
Kolonie tučňáků patagonských na Jižní Georgii

Koloniální hnízdění není záležitostí jen moderních ptáků. V Rumunsku byly nalezeny fosilizované pozůstatky enantiornitů, které dokládají koloniální hnízdění u těchto primitivních ptáků již ve svrchní křídě. Hnízdění v koloniích se u ptáků vyvíjí v reakci na kombinaci dvou environmentálních podmínek, a sice 1) nedostatku příležitostí zahnízdit v bezpečí před predátory, a 2) rozsáhlé nebo nevyzpytatelné zdroje potravy ve velké vzdálenosti od ptačích hnízdišť. Podáno obecněji, vývoj koloniálního hnízdění se vyvíjí v momentě, kdy výhody převýší nevýhody.
Koloniální hnízdění se vyvinulo u velké řady ptačích druhů nezávisle (konvergentně). Studie z roku 1998 zabývající se 320 ptačími druhy, z nichž 96 hnízdilo koloniálně, identifikovala, že nejméně u 21 z těchto druhů došlo k nezávislému vývoji koloniálního hnízdění. U 10 druhů došlo k převrácení hnízdění z koloniálního na solitérní. To naznačuje, že kolonialita je poměrně nestálý evoluční rys a zaniká a vzniká v závislosti na environmentálních podmínkách.

## Výhody a nevýhody koloniality

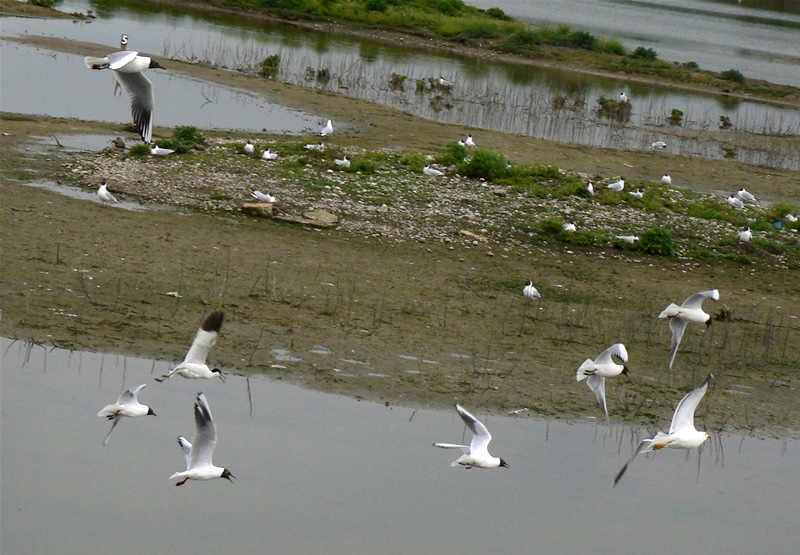
Hejno hnízdících racků chechtavých a tenkozobců opačných při mobbingu racka žlutonohého, který se přiblížil k jejich koloniím až moc blízko

Jak bylo poukázáno výše, k vývoji koloniálního hnízdění došlo mnohokrát nezávisle na sobě. Z toho se dá poměrně jednoznačně vyvodit, že koloniální hnízdění poskytuje ptákům nějaké výhody. Tyto výhody mohou být u odlišných populací různé, avšak nejčastěji uváděné jsou lepší obranyschopnost proti predátorům a využívání kolonií coby „informačního střediska“. V případě ohrožení predátorem se může skupina ptáků z kolonie spíše ubránit než v případě jednotlivce hnízdícího samostatně. To bylo potvrzeno např. u vlhovců žlutavých u jezera Manitoba, kteří se společně bránili jejich tamějšímu hlavnímu hnízdnímu predátorovi, střízlíku bažinnému. Vědci navíc vypozorovali, že čím blíže ke středu kolonie se hnízda vlhovců nachází, tím mají větší šanci na přežití. Své predátory mobbuje i řada vlaštovkovitých ptáků jako je břehule říční. Efektivita mobbingu roste s velikostí kolonie, jako to bylo zaznamenáno u vlhovce žlutokostřecového. Pokud s velikostí kolonie roste obranyschopnost ptáků proti predátorům, nabízí se otázka, proč všichni ptáci nevytváří obrovské kolonie. Jedno z možných vysvětlení je to, že velké kolonie zase lákají i velké množství predátorů a velikost kolonie je tak výsledkem rovnováhy mezi výhodami a nevýhodami.

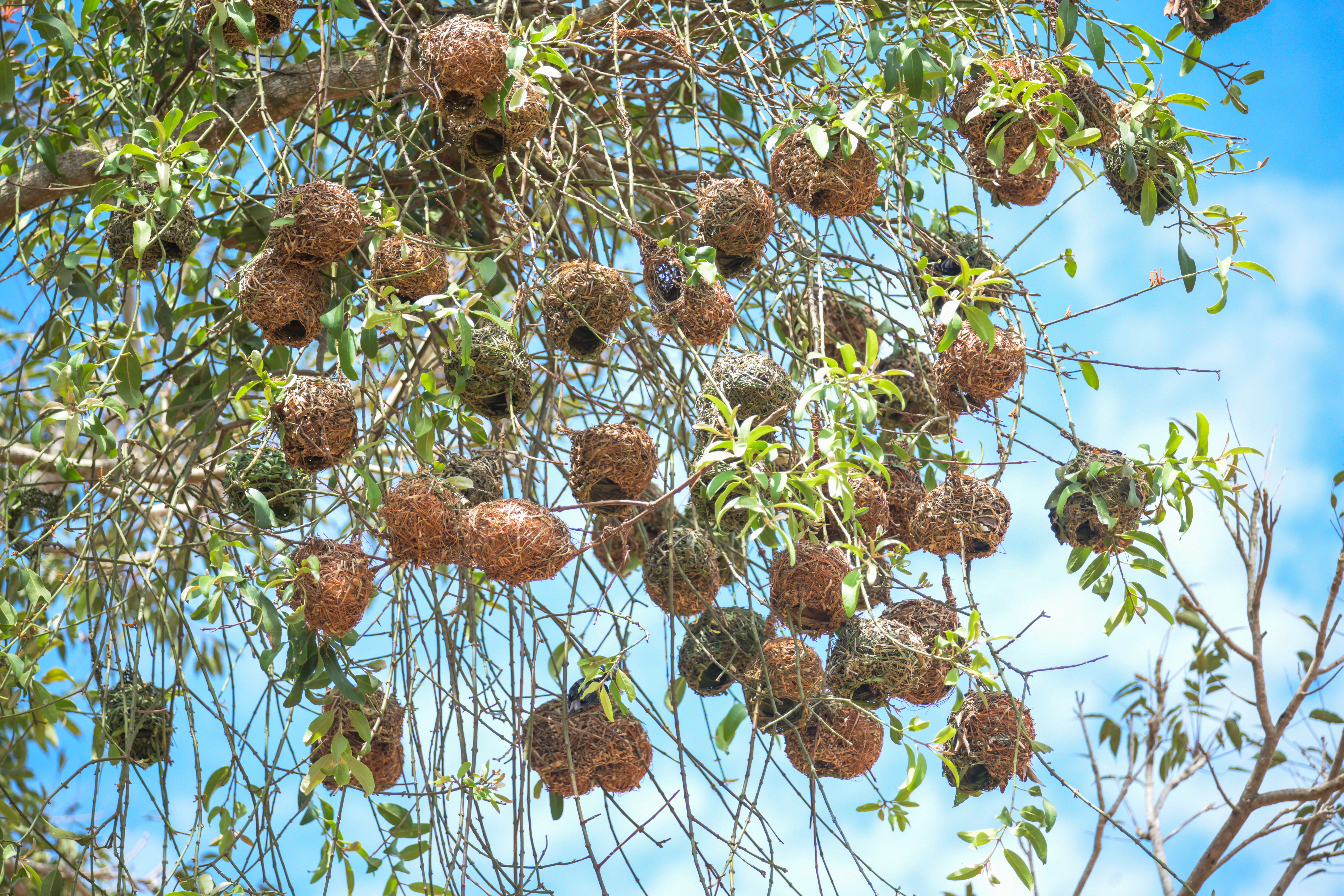
Kolonie snovačů v Ugandě

V boji proti predátorům pomáhá koloniálně hnízdícím ptákům i synchronizované hnízdění, díky kterému se ptáčata klubou ve stejnou dobu, což může vést až k přemrštěné potravní nabídce predátorům, což jen ještě více zvyšuje šance na hnízdní úspěšnost. Efektivní obranu proti predátorům zajišťuje i geografická lokace kolonie. To platí hlavně u kolonií mořských ptáků na malých ostrovech a skaliscích, které jsou často zcela bez savčích predátorů, nebo u kolonií na nepřístupných útesech a skalních římsách, které jsou savčím predátorům nedostupné. Vlhovec žlutokostřecový si s oblibou buduje kolonie v blízkosti vosích hnízd, což může odradit řadu savčích stromových predátorů jako jsou primáti. Důležitost obranyschopnosti proti predátorům u koloniálně hnízdících ptáků může demonstrovat již vyhynulý holub stěhovavý, který kdysi hnízdil v Severní Americe v koloniích rozprostírajících se na stovkách čtverečních kilometrů. Jediná kolonie mohla zahrnovat i desítky milionů hnízdících párů. Poté, co komerční lov holubů rapidně snížil jejich počty, holubi již nemohli formovat tyto superkolonie, a vyhynuli i přes dostupnost vhodných stanovišť s dostatkem potravy. Jedno z možných vysvětlení je, že holubi v superkoloniích jednoduše přesytili apetit místních predátorů, avšak solitérně hnízdící holubi nebo holubi v malých koloniích byli až příliš zranitelní a snadno predátorům podlehli.

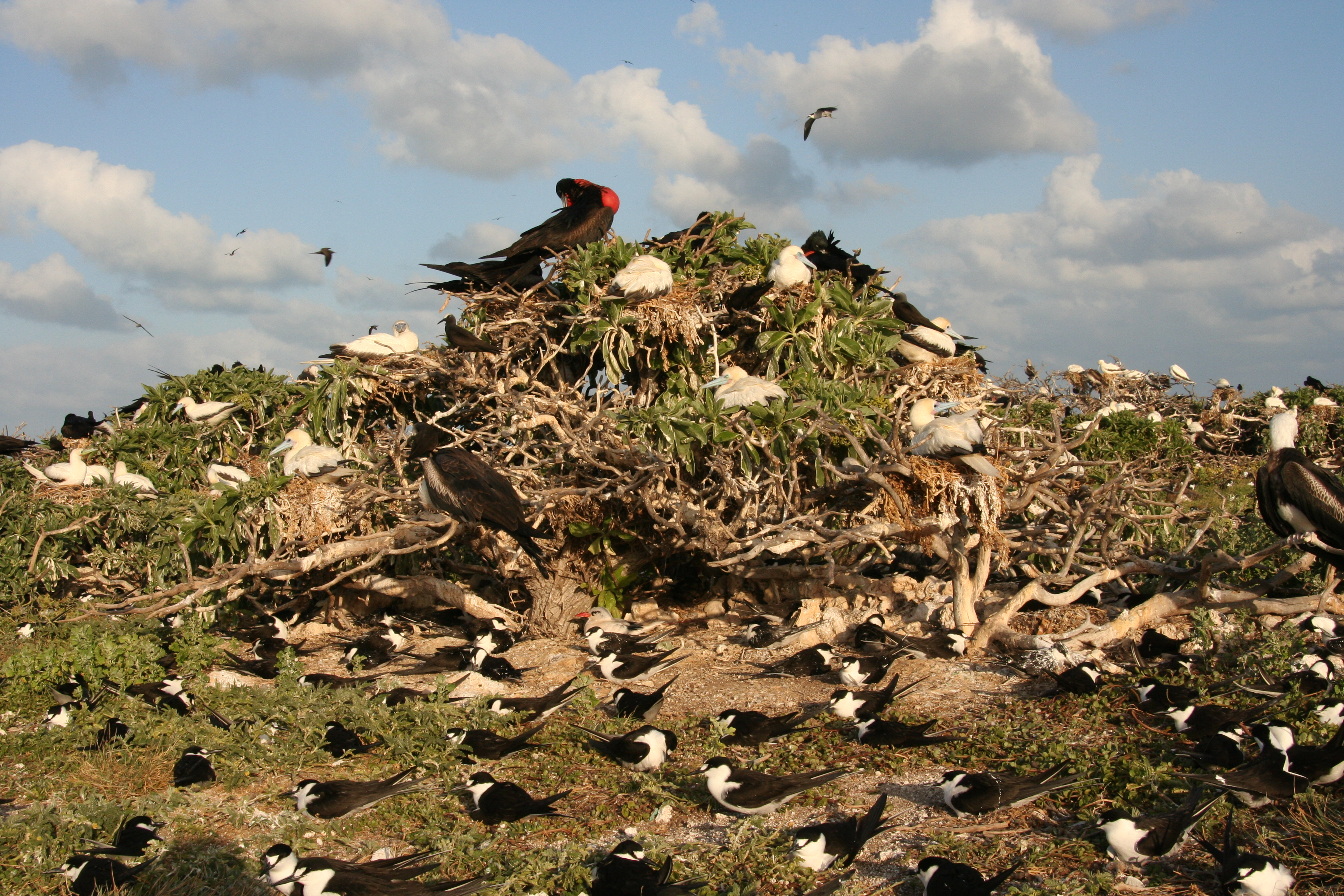
V kolonii mořských ptáků na havajském ostrově Tern spolu hnízdí fregatky obecné, faetoni červenoocasí, nodyové bělotemenní, rybáci černohřbetí a terejové červenonozí

Některé druhy ptáků v rámci boje proti predátorům zahnizďují v koloniích jiných druhů ptáků, kteří jsou k predátorům agresivnější. Typicky se jedná o různé druhy kachen, které rády hnízdí v koloniích racků, kteří bývají úspěšnější v zahánění predátorů. Konkrétní příklad představuje např. polák velký, jehož kolonie jsou spojovány s koloniemi racků chechtavých. Experimenty bylo prokázáno, že při hnízdění poláků velkých v blízkosti racků chechtavých je predace hnízd poláků nižší ve srovnání s hnízdišti mimo racčí kolonie.

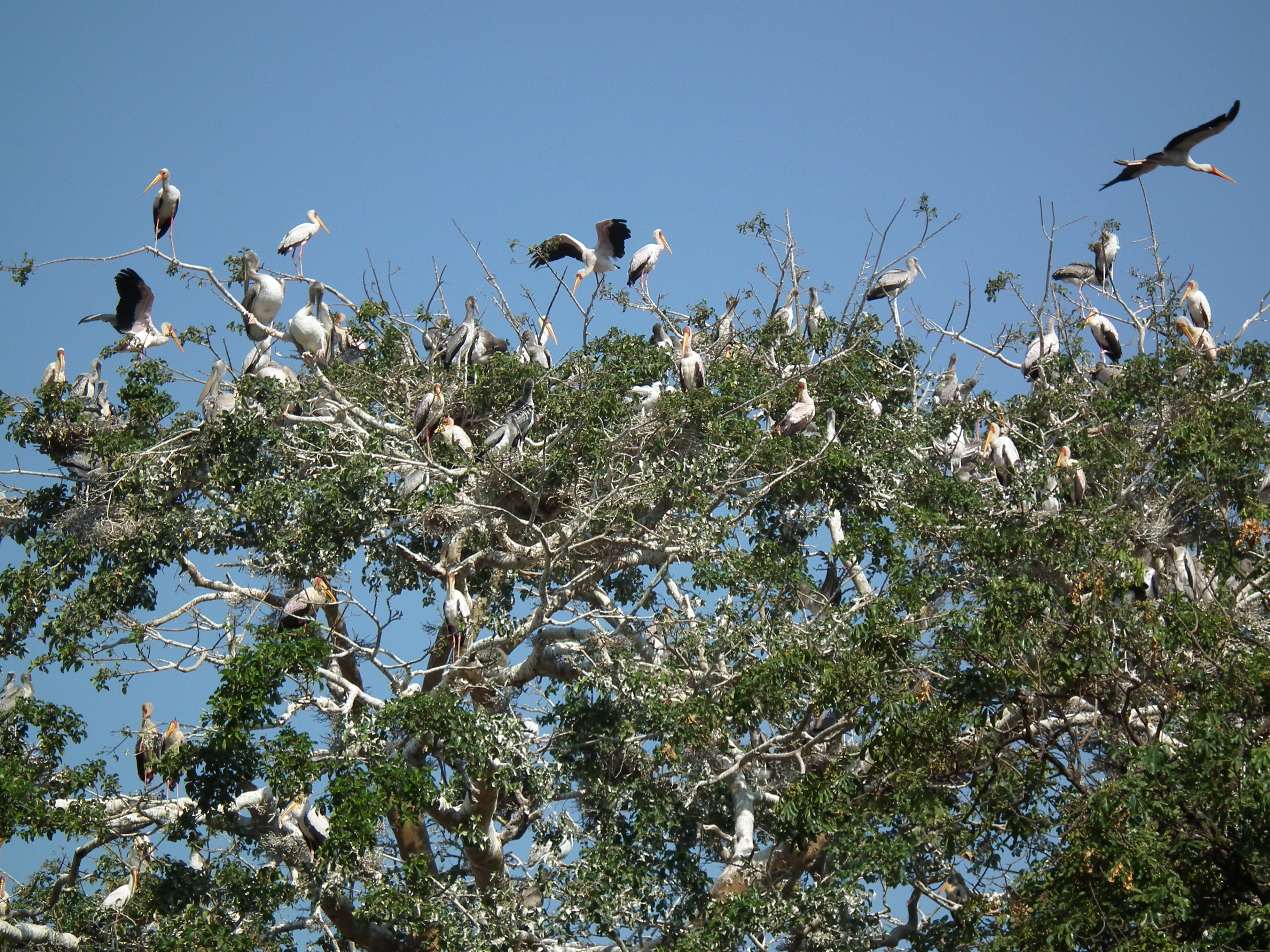
Kolonie nesytů afrických v Tanzanii

Vedle teorie vzniku kolonií coby formě protipredátorské strategie ještě ornitologové uvažují hlavně o tzv. teorii informačního centra (Information-center theory). Podle této teorie je hlavní výhoda některých ptáků hnízdících v koloniích možnost sociálního učení o lokaci kořisti, což vede k zefektivnění shánění potravy během hnízdění, kdy je energetická a časová efektivita lovu pro ptáky naprosto klíčová. Teorie informačního centra by vysvětlovala, proč koloniálně hnízdí někteří draví ptáci, kteří se predátorů nemusí tolik obávat. Znám je případ orlovců říčních z Nového Skotska, v jejichž kolonii dochází k předávání kvalitativní informace o kořisti. Pokud orlovec již dlouho nic neulovil a podařilo se mu ulovit hejnovou rybu, před návratem do hnízda předvádí nad kolonií nápadné krouživé lety za neustálého volání. Orlovci z kolonie na to odpovídají rozletěním do oblasti, kde úspěšný orlovec odchytil svou rybu. K opakovaným přeletům úspěšného orlovce nad kolonií přitom dochází jen v případě, pokud orlovec odchytil hejnovou rybu jako je treska nebo placka velkooká; u úlovku solitérně žijící ryby takovéto lety nepředvádí. U hejnově žijících ryb totiž orlovci předpokládají snazší lokaci i lov.

Teorie informačního centra by mohla vysvětlit i to, proč poštolka jižní hnízdí v koloniích, zatímco úzce příbuzná poštolka obecná většinou zahnizďuje solitérně. Poštolka jižní se totiž krmí hlavně velkým hmyzem jako jsou sarančata, a patrně se může od ostatních poštolek ve své kolonii dozvědět, kde se zrovna sarančata nebo jiná podobná kořist nachází. Naproti tomu poštolka obecná se živí hlavně obratlovci, a úspěšnost jejího lovu je tak spíše závislá na vynikající znalosti její lovné oblasti. Podobná schopnost sociálního učení o lokaci kořisti od souseda v kolonii byla zaznamenána i např. u vlhovce pospolitého nebo vlaštovky pestré, i když u těchto druhů se spíše jedná o druhořadou výhodu a zásadním důvodem pro jejich koloniální hnízdění bude hlavně obrana proti predátorům.

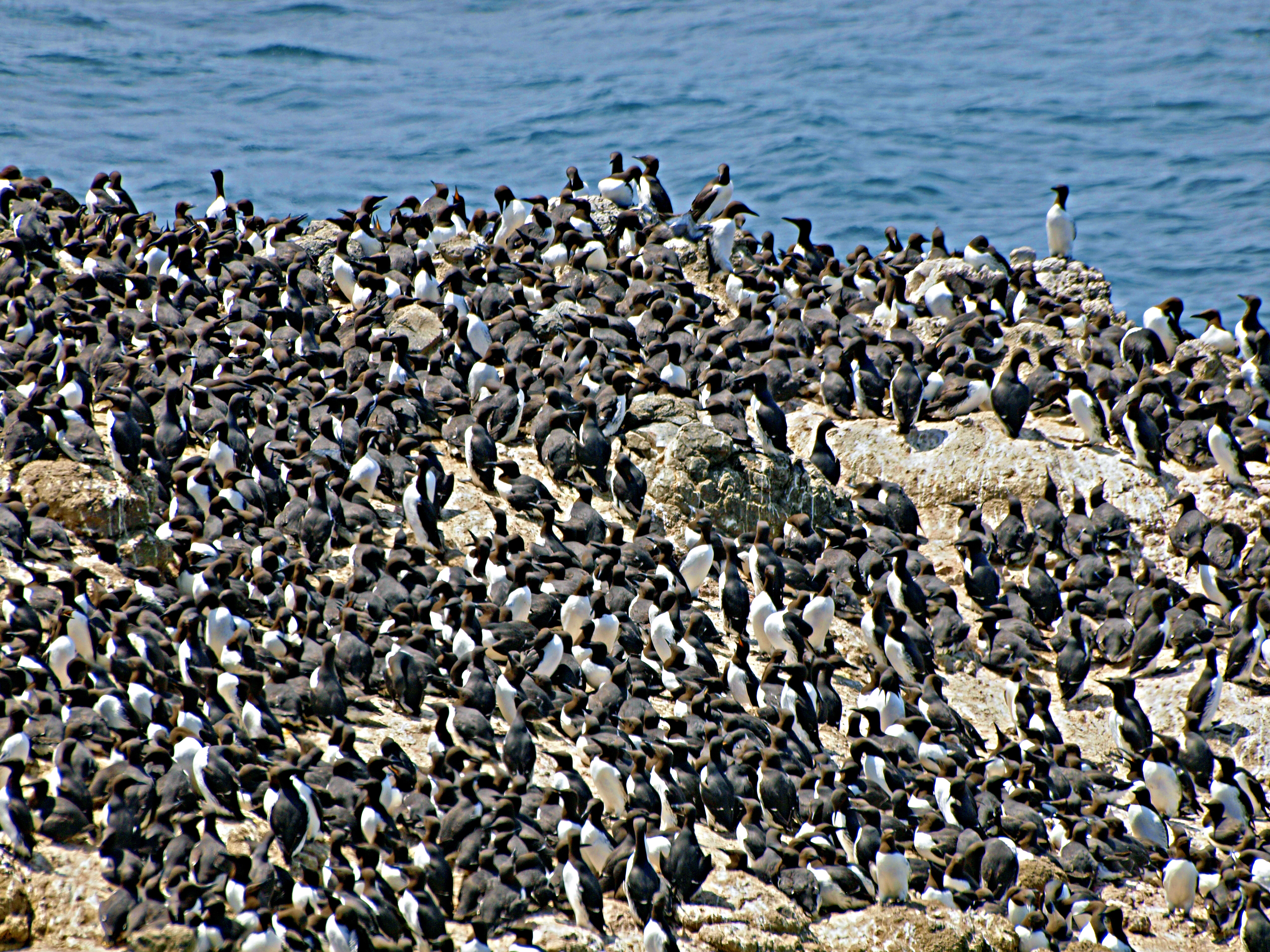
Kolonie alkounů úzkozubých v Oregonu

K hlavním nevýhodám hnízdění v koloniích patří přenos parazitů. Krevní parazitace výtrusovci bývá vyšší u koloniálně hnízdících ptáků, což je patrně důvodem, proč jsou orgány imunitního systému u koloniálně hnízdících ptáků větší než u solitérních hnízdičů. Jiným příkladem zvýšené parazitace u koloniálně hnízdícího druhu je vlaštovka pestrá, která je často infestována štěnicí Oeciacus vicarius. Míra infestace vlaštovčiných hnízd přitom roste s růstem kolonie. V koloniích roste i kompetice o hnízdní prostor, partnery, hnízdní materiál a častěji se objevují jevy jako je kanibalismus, hnízdní parazitismus nebo mimopárová kopulace. Kompetice v koloniích roste i v potravě. Studie srovnávající pět druhů mořských ptáků z velkých a malých koloniích poukázala na to, že ptáci z větších kolonií mívají při výletu z hnízda menší váhu, což bylo dáváno do souvislosti se zvýšenou potravní kompeticí ve větších koloniích. U koloniálně hnízdících ptáků se zvyšuje riziko šíření nemocí. Příkladem mohou být terejové bílí v jihovýchodním Skotsku, jejichž kolonií se v roce 2022 přehnala ptačí chřipka, která po sobě zanechala nejméně 11 tisíc mrtvých terejů.

## Ptačí kolonie a lidé

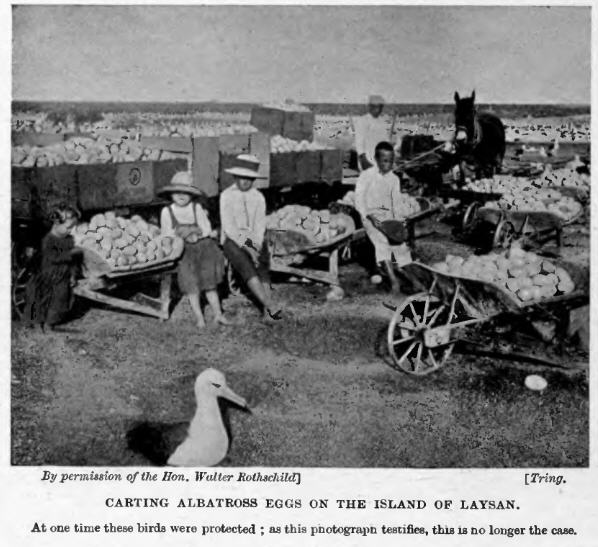
Sběr vajec albatrosů na ostrově Laysan (počátek 20. století)

Kolonie ptáků byly již od pradávna využívány lidmi pro jejich vejce, maso, peří i guáno. Z historie jsou známy případy, kdy následkem nadměrného drancování ptačích koloniích došlo k vymizení kolonií nebo dokonce i vyhynutí druhů. Názorným příkladem může být alka velká, která byla lovena lidmi po tisíce let a snad byla dokonce lovena již neandrtálci. Zánik druhu však přivodily až komerční nájezdy Evropanů na alčí kolonie, jejichž cílem bylo získání peří, ze kterého se vyráběly mj. polštáře, zpracovávány však byl i tuk a vejce. Alka velká vyhynula a někdy v polovině 19. století. Podobný osud málem potkal i albatrosa bělohřbetého v Pacifiku. Od přelomu 19. a 20. století byly kolonie albatrosů bělohřbetých i dalších druhů pacifických albatrosů pleněny komerčními lovci z Japonska. Primárním cílem lovců bylo peří, jímž byly vyplňovány duchny a polštáře. Pera z ocasu a křídel (rýdovací pera a letky) byla využívána pro výrobu psacích brk. Těla byla zpracovávána k výrobě oleje a hnojiv. Vejce byla sbírána pro konzumaci. Zabity byly miliony ptáků a v roce 1949 byl druh považován za vyhynulý. Později bylo nicméně objeveno několik přeživších hnízdních párů, které položily základ současné populaci. Japonští lovci počátkem 20. století ve velkém těžili z pacifických ostrovů i guáno. Dalším již zmíněným příkladem je holub stěhovavý, jehož obří kolonie čítající desítky milionů ptáků byly vyhlazeny nadměrným lovem.